# Slender Man

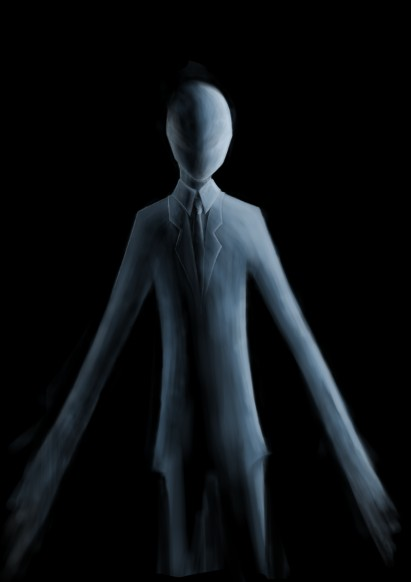
Slender Man

Slender Man (tłum. smukły mężczyzna) – postać fikcyjna, element miejskiej legendy (creepypasty) traktujący o tajemniczej postaci pojawiającej się niespodziewanie i budzącej przerażenie wśród dzieci lub ujawniającej się na fotografiach.
Opisuje się go jako szczupłą, wysoką osobę noszącą czarny garnitur. Nosi również białą koszulę z czerwonym krawatem. Ma nieokreślone rysy twarzy, w miejscu, gdzie powinna być twarz, jest po prostu gładka skóra. Przedstawiana jest jako postać o wysokości w granicach 3–4 m. Jest zdolna do rozciągania swoich kończyn do długości niemożliwej dla normalnego człowieka. Niekiedy przedstawiana jest również z mackami wyrastającymi z pleców. Gdy wyciąga swoje ramiona, jego ofiary są wprowadzane w stan przypominający hipnozę, podczas której podchodzą do tej istoty wbrew swej woli.
Zwolennicy istnienia Slender Mana twierdzą, iż zamieszkuje on wyłącznie tereny leśne, charakteryzujące się dużą ilością mgły i chmur, co sprzyja kamuflażowi. Rzekomo porywa on dzieci, które bez wiedzy i pozwolenia rodziców weszły do lasu. Jest też bohaterem gry Slender.

## Pochodzenie i nawiązania
Pierwsze udokumentowane wzmianki pojawiły się na forum SomethingAwful w konkursie na stworzenie fikcyjnej historii o zjawiskach paranormalnych. Victor Surge 10 czerwca 2009 opublikował dwa spreparowane zdjęcia ze Slender Manem w roli głównej. Dziwaczny bohater tak bardzo spodobał się innym uczestnikom, że zaczął żyć własnym życiem w sieci.
Ta postać pojawia się w roli epizodycznej w serialu Marble Hornets (tłum. marmurowe szerszenie) jako Slender w portalu YouTube. Jego obecność charakteryzuje się zakłóceniami w nagraniu, szumami i trzaskami.
Na bazie legendy powstała seria gier komputerowych. Ich przykładami są Slender: The Eight Pages, jej sequel o nazwie Slender: The Arrival oraz SlenderCraft (połączenie gier Slender i Minecraft). W grze Minecraft pojawia się postać Endermana, który jest oczywistym nawiązaniem do postaci.
W 2018 roku został nakręcony film Slender Man w reżyserii Sylvaina White’a.